# Северо-Осетинский государственный художественный музей имени М. С. Туганова
Художественный музей имени М. С. Туга́нова — государственная галерея русского и осетинского изобразительного искусства во Владикавказе, основанная в 1939 году.
Здание музея, в котором до Октябрьской Революции располагался Торговый дом купца Б. Г. Оганова, было построено в 1903 году архитектором И. В. Рябикиным. Оно представляет собой уникальный памятник русского модерна, и является памятником архитектуры культурного наследия Российской Федерации (№ 1510015000).
В собрание музея входят произведения таких великих мастеров русской и советской живописи, как Фёдор Рокотов, Орест Кипренский, Карл Брюллов, Илья Репин, Василий Верещагин, Исаак Левитан, Иван Крамской, Иван Айвазовский, Иван Шишкин, Константин Маковский, Константин Коровин, Игорь Грабарь, Михаил Ларионов, Павел Корин, Сергей Герасимов, Мартирос Сарьян, Владимир Фаворский.
Музей обладает крупнейшей коллекцией осетинского искусства. В неё входят произведения, как классиков осетинской живописи и скульптуры: Коста Хетагурова, Сосланбека Едзиева и Махарбека Туганова, так и современных авторов: Азанбека Джанаева, Шалвы Бедоева, Владимира Соскиева и др.

## История
Музей открыт для посетителей 7 апреля 1939 года. В основу собрания вошли произведения живописи и графики из Северо-Осетинского краеведческого музея и Государственного музейного фонда СССР.
В 1946 году в собрание музея почти полностью вошла коллекция художника-реставратора В. В. Сафронова (русская живопись, графика XIX — начала XX веков).
В 1971 году музею присвоено имя крупного осетинского живописца и графика Махарбека Сафаровича Туганова.
В 1981 году фонды музея пополнились картинами и рисунками русских художников XIX века, переданными в дар московским коллекционером Г. М. Голковским.

## Коллекция и экспозиция
- Русский портрет XVIII — начала XX вв. — 65 ед.
- Русское изобразительное искусство конца XIX — начала XX вв. — около 100 ед.
- Основоположники осетинского профессионального искусства — свыше 300 ед.
- Коллекция наивной скульптуры конца XIX — начала XX вв. Осетинский примитивизм — около 100 ед.
- Современное изобразительное искусство Северной Осетии — 2350 ед.

Постоянной экспозиции в музее нет. Выставки часто меняются.

## Статистика
- Площади организации:
  - экспозиционно-выставочная 343,6м2
  - фондохранилищ 374,5м2
- Количество сотрудников — 42, из них 5 научных
- Среднее кол. посетителей в год — 42000 чел.
- Общее число единиц собрания — 5622 ед.

## Издания
- Художественный музей Северо-Осетинской АССР. Каталог. — М., 1955.
- Каталог произведений живописи и графики К. Л. Хетагурова. — Орджоникидзе, 1959.
- Северо-Осетинский республиканский художественный музей. Каталог. Составитель А. А. Джанаева. — Л.,1970.
- Каталог выставки произведений осетинских художников. (Дни литературы и искусства Осетии в Ленинграде) Составитель А. А. Джанаева.- Орджоникидзе, 1970.
- Каталог выставки декоративно-прикладного искусства. Сост. и автор вступ. статьи Кочиева Ю. З. — Орджоникидзе, 1975.
- Выставка произведений студентов вузов Москвы и Ленинграда. Каталог. Автор вступительной статьи и составитель Л. В. Титкова.- Орджоникидзе, 1971.
- Выставка произведений заслуженного художника СО АССР О. Г. Малтызовой. Каталог. — Орджоникидзе, 1976.
- Бедоев Ш. Е. Монографическая подборка репродукций. — Ленинград, 1978.
- Коста Хетагуров. 16 открыток. — М., 1980.
- Северо-Осетинский республиканский художественный музей им. М.Туганова. 16 открыток. Вып. 1, 2, 3. — М., 1981.
- Батраз Дзиов. Каталог выставки произведений. Графика, живопись. — Орджоникидзе, 1984.
- Лазарь Гадаев. Скульптура. Каталог выставки. — Орджоникидзе, 1985.
- Хохов А.-Г. Каталог выставки произведений заслуженного деятеля искусств СО АССР. — Орджоникидзе, 1986.
- Цогоевы И., Э. Каталог выставка. — Орджоникидзе, 1987.
- Хетагуров Казбек, заслуженный художник СО АССР. Каталог произведений. — Орджоникидзе, 1987.
- Бязрова Л. В. Слепящая лазурь (о наследии С.Едзиева). — Эхо Кавказа, № 3, 1993.
- Бязрова Л. В. Махарбек Туганов. — Эхо Кавказа, № 2, 1994.[2]

## Галерея

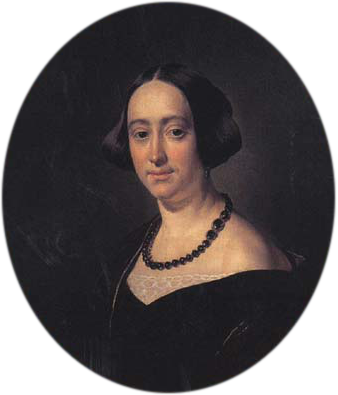
Василий Тропинин. Портрет Е. В. Мазуриной, 1844г.
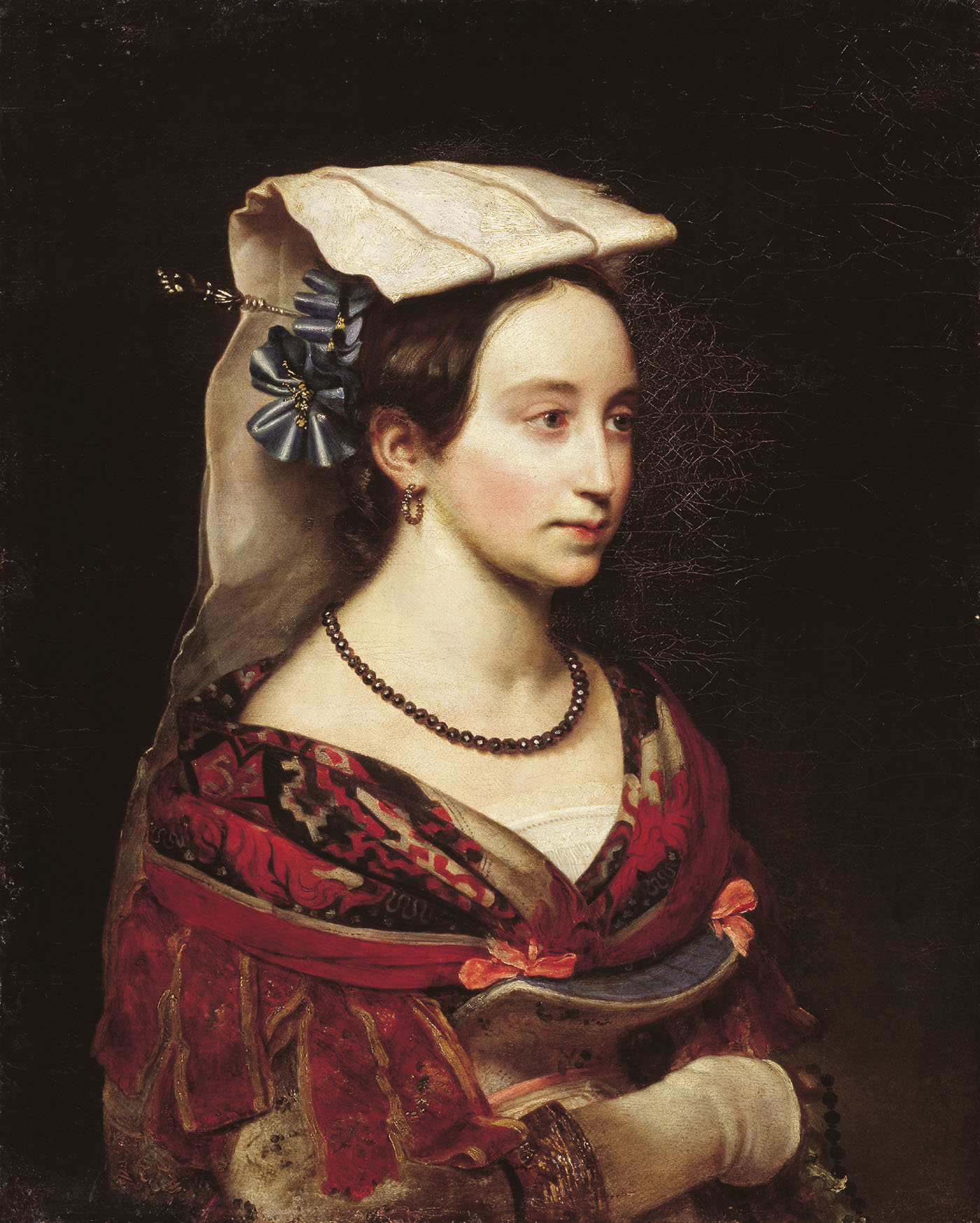
Орест Кипренский. Портрет Александры Осиповны Смирновой-Россет, 1830. Холст, масло. 64 х 51 см.
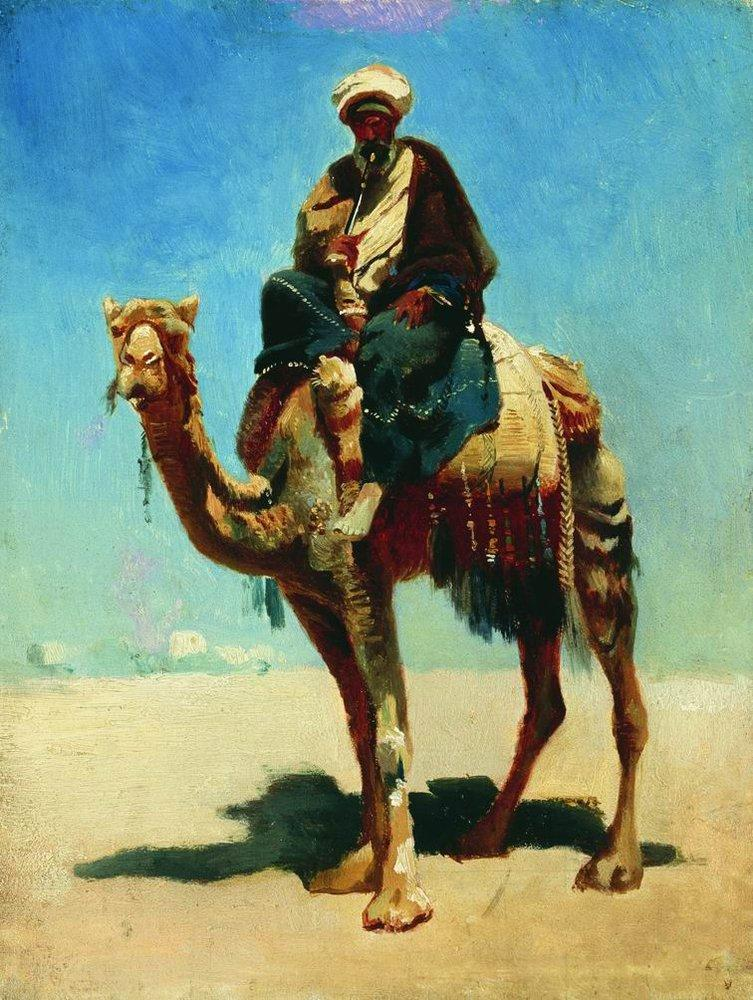
Василий Верещагин. Араб на верблюде, 1869—1870. Холст, масло
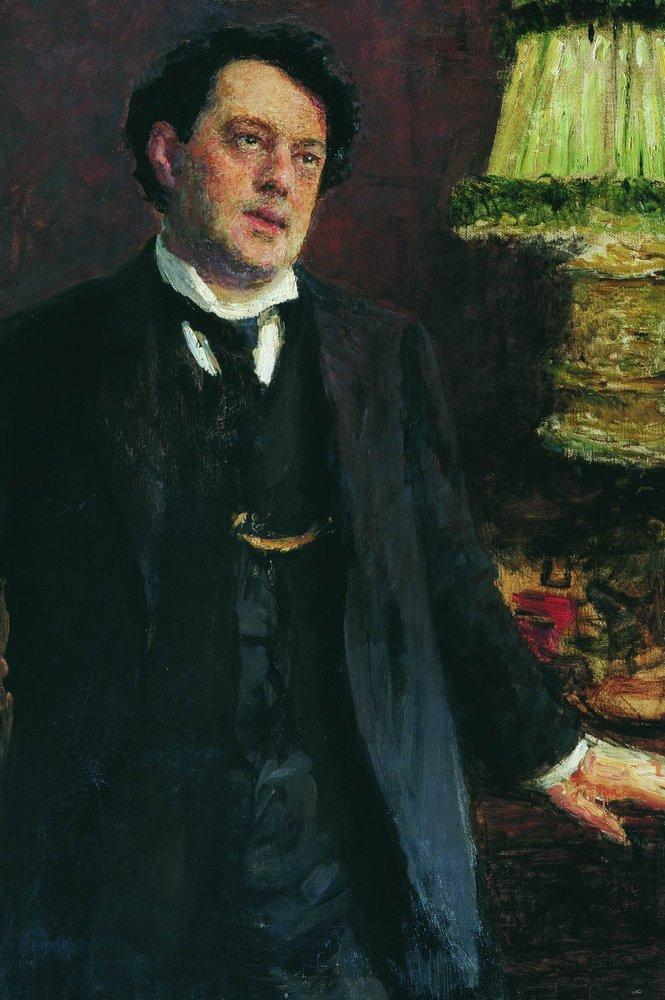
Илья Репин. Портрет юриста С. О Грузенберга, 1910-е. Холст. масло. 105 х 72 см
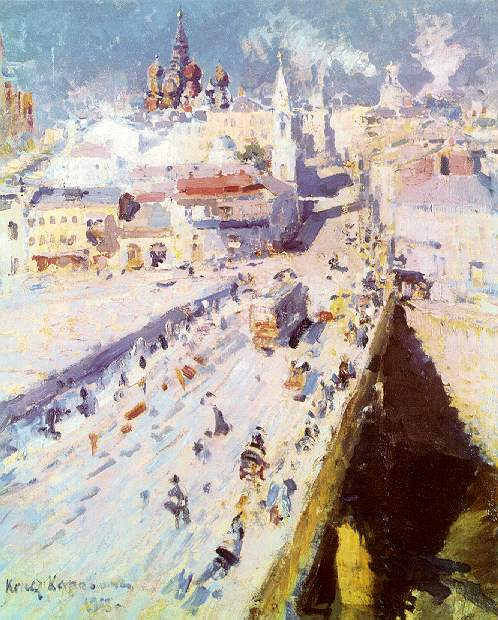
Константин Коровин. Старая Москва 1913. Холст, масло
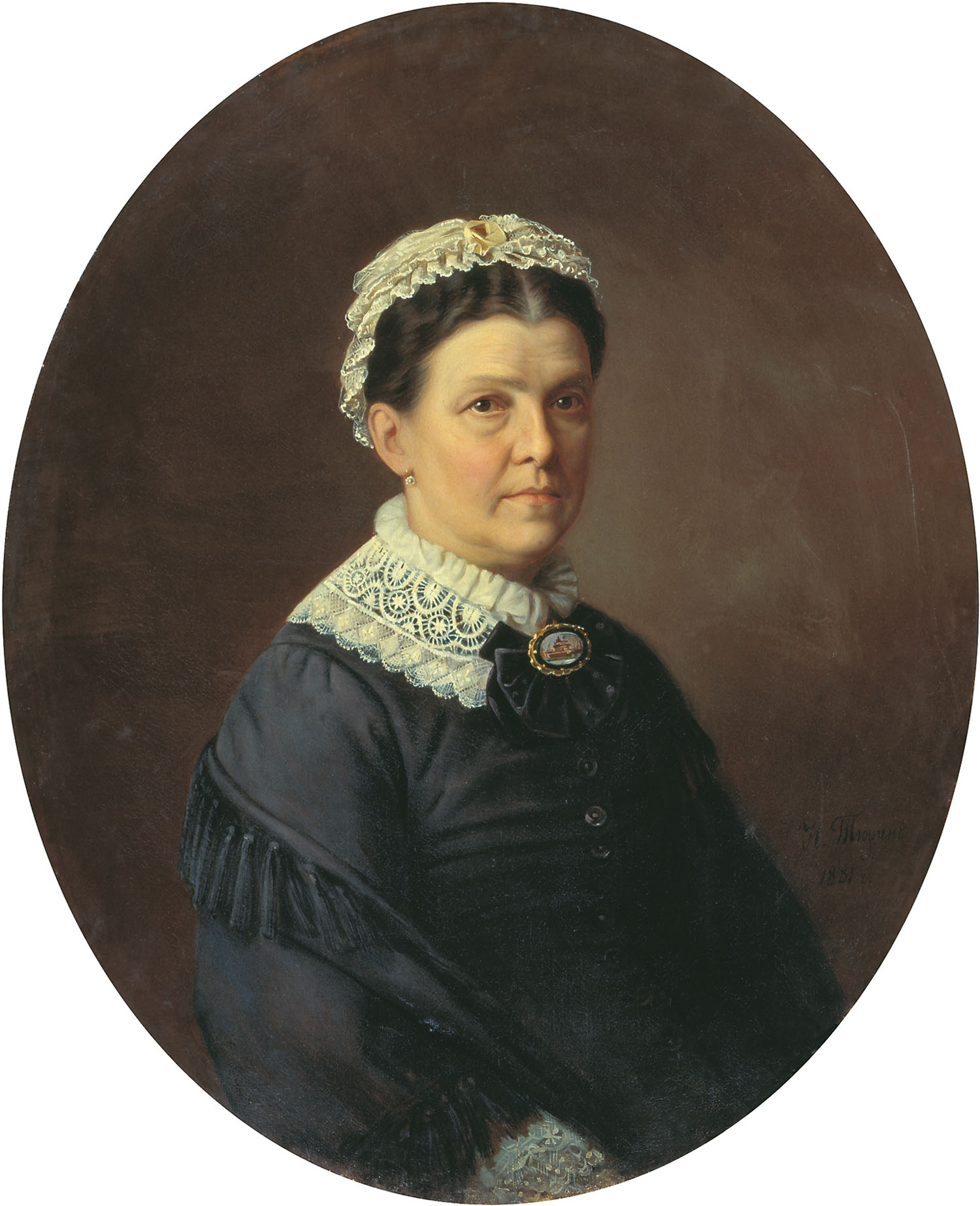
Иван Тюрин. Портрет пожилой женщины, 1881. Холст, масло. 82.5 x 67 см
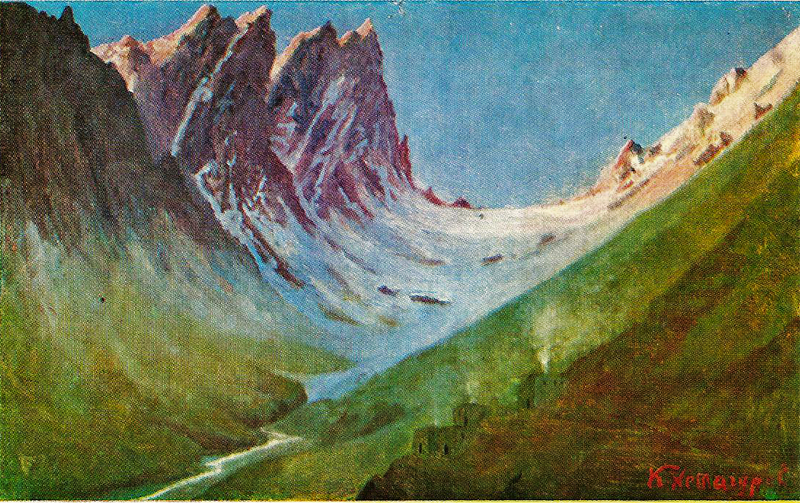
К. Л. Хетагуров. «Перевал Зикара». 1906. Холст, масло

## Список директоров
- 1977—2024 — А. А. Джанаева
- с 2024 — Г. М. Тебиева

## Руководство
Директор —Тебиева Галина Маирбековна
Заместитель директора по научной работе — Бязрова Людмила Владимировна
Главный хранитель — Дарчиева Залина Давидовна